# San Nicolás Obispo
San Nicolás Obispo es una localidad ubicada a 9 km al Suroeste de la ciudad de Morelia en el estado de Michoacán.

## Geografía
Esta tenencia se encuentra a 20 minutos de la tenencia de Tacícuaro; y tiene un aproximado de 450 años de antigüedad. Está constituida por cuatro barrios, los cuales son: Barrio Bonito (parte principal de la Tenencia), Barrio del Napiz, Barrio del Chicalote y Barrio de Los Buenos Aires.
Se localiza al Suroeste de Morelia a 9 km. La tenencia colinda al Noroeste con Tacicuaro; al Sureste con Santiago Undameo y al Este con la ciudad de Morelia.

## Población
| Año  | Habitantes Mujeres | Habitantes hombres | Total habitantes |
| ---- | ------------------ | ------------------ | ---------------- |
| 2020 | 1561               | 1473               | 3034             |
| 2010 | 1398               | 1240               | 2638             |
| 2005 | 1182               | 1008               | 2190             |

## Atractivos Turísticos
Su principal atractivo turístico es la Iglesia de San Nicolás de Obispo, y también por su reconocida técnica artesanal llamada “lapidaria”, que consiste en darle forma a una simple roca (roca volcánica), creando así los tradicionales molcajetes, metates y figuras.